# Crocidura tarfayensis
Crocidura tarfayensis är en däggdjursart som beskrevs av Vesmanis och Vesmanis 1980. Crocidura tarfayensis ingår i släktet Crocidura och familjen näbbmöss. IUCN kategoriserar arten globalt som otillräckligt studerad. Inga underarter finns listade i Catalogue of Life.
Arten förekommer i västra Afrika i Mauretanien, Marocko och Västsahara. Den lever i sandiga eller steniga landskap med glest fördelad växtlighet, ofta nära havet.